# 荒尾駅 (岐阜県)
荒尾駅（あらおえき）は、岐阜県大垣市荒尾町にある、東海旅客鉄道（JR東海）東海道本線（美濃赤坂支線）の駅である。
当駅終着の乗車券面には（東）荒尾という表示がされる。これは、熊本県荒尾市にある九州旅客鉄道（JR九州）鹿児島本線の荒尾駅と区別するためである。

## 歴史

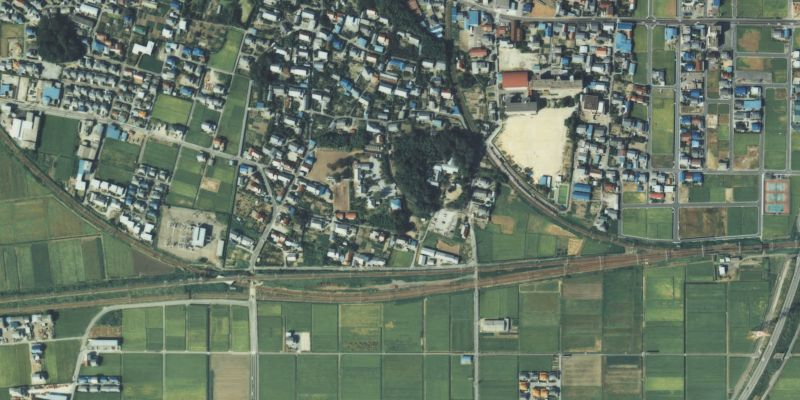
南荒尾信号場・荒尾駅付近の航空写真
画面中央右寄り、茶白色の部分（小学校の校庭）の左下が荒尾駅

- 1930年（昭和5年）12月1日：東海道本線の南荒尾信号場 - 美濃赤坂駅の間に新設開業[2]。旅客営業のみ[2]。
- 1987年（昭和62年）4月1日：国鉄分割民営化により、JR東海の駅となる[2]。
- 2011年（平成23年）10月：ワンマン運転対応のためのミラー、乗車指標などが設置される。
- 2025年（令和7年）3月15日：ICカード「TOICA」が利用可能となる[3][4]。

## 駅構造
単式ホーム1面1線を有する地上駅。大垣駅管理の無人駅である。駅舎はなく、ホーム上に待合所が設置されている。

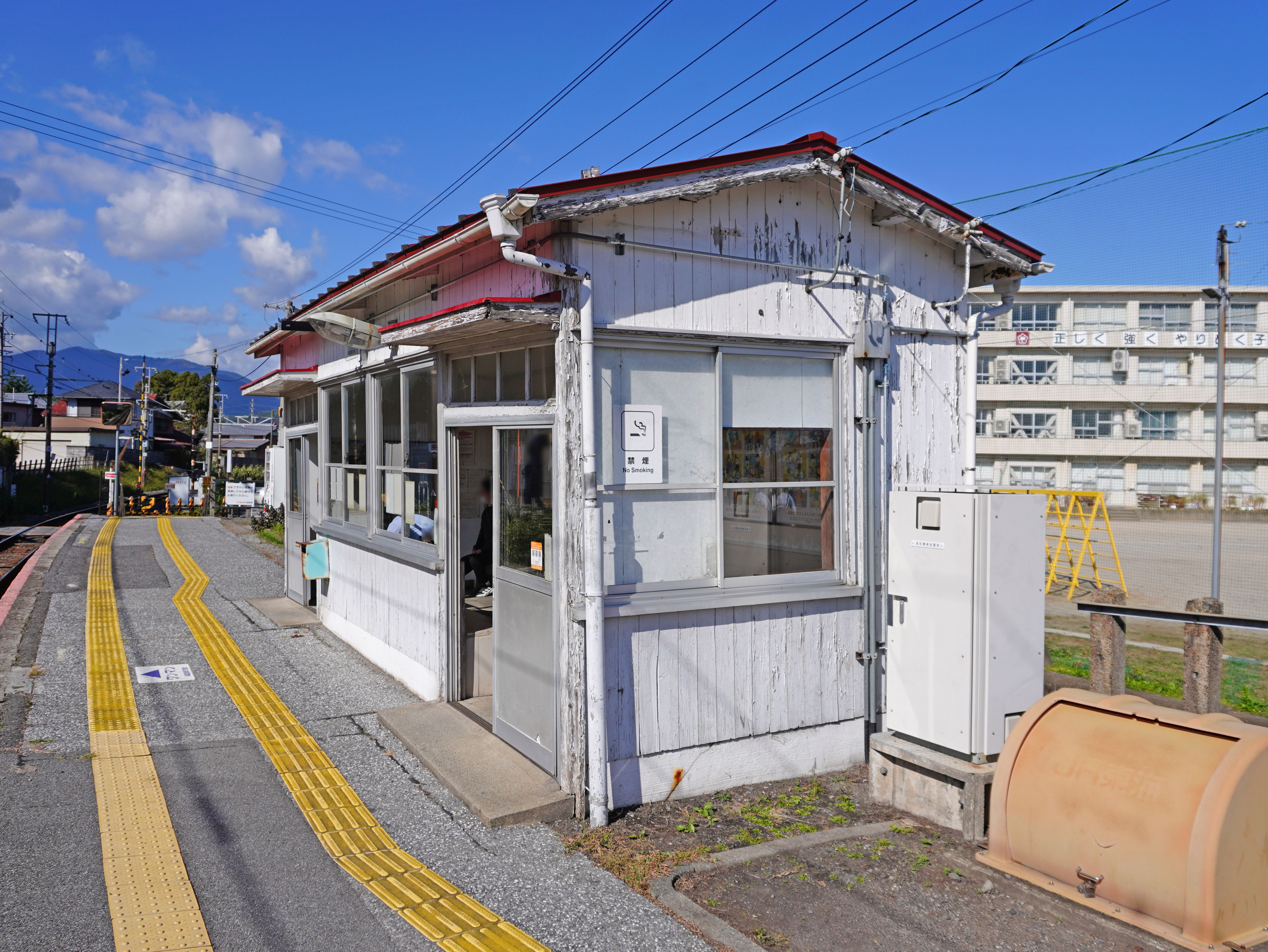
待合所外観（2022年11月）
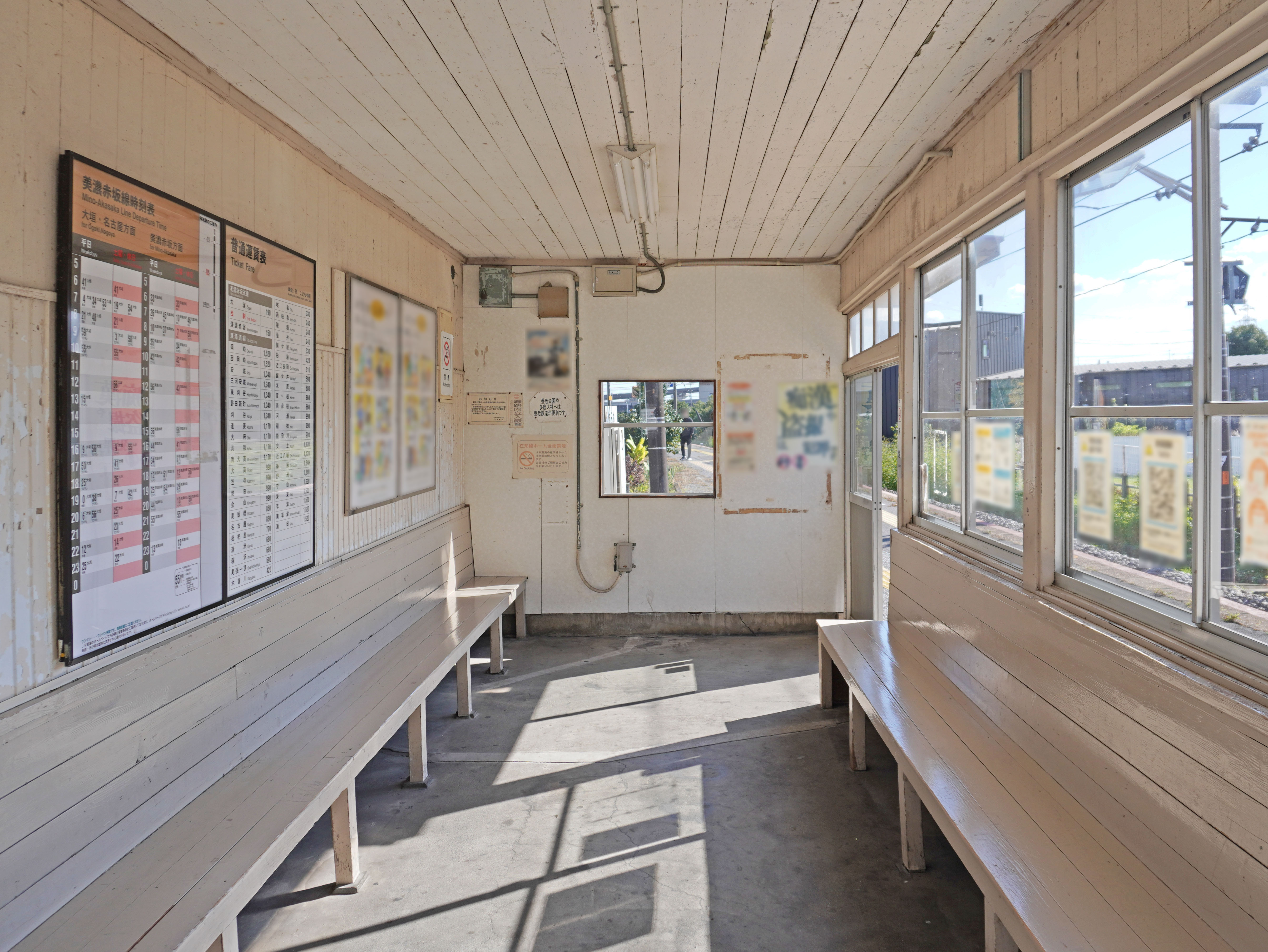
待合所内（2022年11月）

## 利用状況
| 年度               | 1日平均乗車人員 | 1日平均乗車人員 |
| ------------------ | --------------- | --------------- |
| 2008年（平成14年） | 367             |                 |

## 駅周辺
周辺の住宅景観は昭和30年代からさほど変化していないが、駅南側のかつての田園地帯には東海環状自動車道大垣西ICが完成し、大きく景観が変わっている。また、駅から約300 m離れたところには東海道線が走っており、南荒尾信号場がある。
- 御首神社
- 荒尾郵便局
- 大垣市立宇留生小学校
- 国道21号
- 名阪近鉄バス「御首神社前」停留所

## 隣の駅
東海旅客鉄道（JR東海）
■東海道本線（美濃赤坂支線）
大垣駅 - （南荒尾信号場） - 荒尾駅 - 美濃赤坂駅